# Amélia Hruschka
Amélia de Almeida Hruschka (Lins, 19 de fevereiro de 1933 – Campo Mourão, 19 de setembro de 2024) foi uma advogada e política brasileira filiada ao Partido Republicano da Ordem Social (PROS).

## Biografia
Filha de José Marques de Almeida e Maria Gonçalves de Almeida, Amélia nasceu no interior do estado de São Paulo. Na Escola Normal de Lins formou-se professora. Em 1949, a família mudou para Londrina, no norte do Paraná. Seu pai era cafeicultor e pecuarista e adquiriu a fazenda Santa Cruz, em Goioerê, na região de Campo Mourão. Por volta de 1953, a família se mudou para Campo Mourão. Amélia retornou para o estado de São Paulo e cursou direito na Faculdade de São Carlos. Após concluir a graduação retornou para Campo Mourão.
Em 1957, casou-se com o catarinense Alfonso Germano Hruschka, e juntos tiveram quatro filhos: Afonso Celso, Marcelo, Greice Mara, Carla Patrícia. Hruschka era contabilista, empresário, maçom membro da Loja Maçônica Luz do Oriente desde 1958. Foi eleito vereador em Campo Mourão, no Paraná, chegando a ser presidente da ARENA no município.
Amélia entrou para a política e pelo ARENA foi eleita vereadora de Campo Mourão, em 1976. Foi eleita segunda suplente de Affonso Camargo Neto para o Senado Federal nas eleições de 1978. Filiou-se ao Partido Popular (PP) em 1981, chegando a integrar o diretório regional. Em 1982 filiou-se ao Partido do Movimento Democrático Brasileiro (PMDB).
Nas eleições de 1982 foi eleita deputada estadual, compondo a 11.ª Legislatura da Assembleia Legislativa do Paraná. Foi a mulher mais votada deste pleito e juntamente com Irondi Pugliesi, foram as únicas mulheres deputadas nesta legislatura. Como deputada criou a lei de emancipação do município de Luiziana. Foi reeleita deputada nas eleições de 1986. Amélia foi superintendente da Legião Brasileira de Assistência (LBA) no Paraná. Em 2018 se filiou ao PROS e posteriormente se retirou do meio político.
Amélia morreu no dia 19 de setembro de 2024, aos 91 anos. Estava internada desde o início de setembro devido a um quadro de doença pulmonar obstrutiva crônica.